# Гомейса
Бета Малого Пса (β CMi / β Canis Minoris) — звезда в созвездии Малого Пса. У неё есть также традиционное имя: Гомейса.
Бета Малого Пса — горячая  бело-голубая звезда главной последовательности спектрального класса В8Ve по звёздной классификации с видимой звёздной величиной около 2,9m, и легко видима невооружённым глазом в ясную ночь. Это — переменная звезда типа γ Кассиопеи. Звезда очень быстро вращается вокруг своей оси и является новоподобной звездой, и содержит вокруг себя диск из газа, который образовался в результате периодических вспышек звезды.
Традиционное имя звезды происходит из араб. الغميصاء аль-гхумаиса, что переводится как «плачущие глаза».